# Чемпионат мира по самбо 1999
XXIII Чемпионат мира по самбо 1999 года прошёл в Хихоне (Испания) 12 — 14 ноября. В соревнованиях принимали участие спортсмены из двадцати стран. Главным судьёй соревнований был Василий Перчик.

## Медалисты

### Мужчины
| Весовая категория | Золото                        | Серебро                        | Бронза                                                           |
| ----------------- | ----------------------------- | ------------------------------ | ---------------------------------------------------------------- |
| до 52 кг          | Схатбий Альхаов · Россия      | Коныс Жетписов · Казахстан     | Дагуа Байнмонх · Монголия Ерванд Григорян · Армения              |
| до 57 кг          | Дмитрий Шишкин · Россия       | Михаил Бакин · Украина         | Дашпунцаг Баяраа · Монголия Эльчин Сафханов · Азербайджан        |
| до 62 кг          | Мамука Курдгелашвили · Грузия | Максим Антипов · Россия        | Ваган Ходжоян · Армения Натик Багиров · Беларусь                 |
| до 68 кг          | Мухамед Кунижев · Россия      | Виктор Савинов · Украина       | Арчил Чохели · Грузия Георгий Георгиев · Болгария                |
| до 74 кг          | Руслан Сазонов · Россия       | Асхат Шахаров · Казахстан      | Сергей Онищук · Украина Николоз Библашвили · Грузия              |
| до 82 кг          | Раис Рахматуллин · Россия     | Шахмураз Гасымов · Азербайджан | Юрий Сеножатский · Беларусь Руслан Задворный · Украина           |
| до 90 кг          | Мовлуд Миралиев · Азербайджан | Шухрат Ходжаев · Узбекистан    | Мудорж Жаминпурев · Монголия Руслан Машуренко · Украина          |
| до 100 кг         | Сурен Балачинский · Россия    | Леонид Свирид · Беларусь       | Ростислав Борисенко · Украина Гомбо Батулга · Монголия           |
| свыше 100 кг      | Мурат Хасанов · Россия        | Джамбул Камхадзе · Грузия      | Георгий Тонков · Болгария Бадмаанямбуугийн Бат-Эрдэнэ · Монголия |

### Женщины
| Весовая категория | Золото                         | Серебро                         | Бронза                                                     |
| ----------------- | ------------------------------ | ------------------------------- | ---------------------------------------------------------- |
| до 48 кг          | Татьяна Москвина · Беларусь    | Эддеречмег Герелтуя · Монголия  | Елена Кумечко · Украина Светлана Комарова · Россия         |
| до 52 кг          | Татьяна Чёрная · Украина       | Мэгуми Фудзии · Япония          | Гокар Геворгян · Армения Матанат Сулейманова · Азербайджан |
| до 56 кг          | Монтеро Менерва · Испания      | Хисигбат Эрдэнэ · Монголия      | Ивана Ремицкая · Украина Татьяна Иванова · Россия          |
| до 60 кг          | Саиз Африка · Испания          | Зульфия Гусейнова · Азербайджан | Надя Рокова · Украина Татьяна Папушина · Россия            |
| до 64 кг          | Олеся Назаренко · Туркменистан | Людмила Матенская · Украина     | Раса Цеханавичюте · Россия Раиса Батлиева · Казахстан      |
| до 68 кг          | Виталия Врублевская · Украина  | Базарсерен Чойондори · Монголия | Юлия Семёнова · Россия Мила Маркова · Болгария             |
| до 72 кг          | Церенханд Доржготов · Монголия | Юлия Кузина · Россия            | Илона Ломоносова · Украина Мария Митева · Болгария         |
| до 80 кг          | Светлана Лисянская · Украина   | Оксана Болтенкова · Россия      | Альмагуль Кажина · Казахстан Дашдулам Самбун · Монголия    |
| свыше 80 кг       | Ирина Родина · Россия          | Вероника Козловская · Беларусь  | Цветана Божилова · Болгария Ольга Николайчук · Украина     |